# دنبیتسا
دنبیتسا (به لهستانی:  Dębica) یک منطقهٔ مسکونی در لهستان است که در شهرستان دنبیتسا واقع شده‌است. دنبیتسا ۳۴٫۱۴ کیلومتر مربع مساحت و ۴۷٬۲۳۴ نفر جمعیت دارد.

## خواهرخوانده
شهرهای کاپوور، پور (بلژیک)، سیره (رومانی)، سویشتوف و Svishtov Municipality خواهرخوانده‌های دنبیتسا هستند.